# Ichneumon haematostoma
Ichneumon haematostoma är en stekelart som beskrevs av Gmelin 1790. Ichneumon haematostoma ingår i släktet Ichneumon och familjen brokparasitsteklar. Inga underarter finns listade i Catalogue of Life.